# ملك مصر
ملك مصر كان هو اللقب المستخدم من قبل حاكم مصر بين عامي 1922 و 1951. وذلك عندما انتهت وصاية المملكة المتحدة على مصر يوم 28 فبراير 1922، أصدر سلطان مصر فؤاد الأول مرسوما في 15 مارس 1922 بانه اتخذ لقب ملك مصر. وقد أفيد في حينها بأن تغير اللقب لا يرجع فقط إلى وضع مصر المستقلة حديثا، ولكن أيضا لرغبة فؤاد الأول ليمنح نفسه نفس لقب حكام الممالك التي تأسست حديثا في كل من الحجاز، سوريا والعراق. العاهل الوحيد الآخر الذي أتخذ لقب ملك مصر على غرار فؤاد الأول كان ابنه فاروق الأول، والذي تم تغييره لقبة إلى ملك مصر والسودان في أكتوبر 1951 بعد إلغاء حكومة الوفديين من جانب واحد حسب المعاهدة البريطانية المصرية لعام 1936. النظام الملكي في مصر الغي في 18 يونيو 1953 في أعقاب الثورة المصرية في عام 1952 وإقامة الجمهورية. آنذاك أصبح الرضيع أحمد فؤاد الثاني ملك على مصر بعد أن تنازل فاروق عن العرش بعد الثورة، وذهب إلى المنفى في سويسرا.